# Mięsień podkolanowy
Mięsień podkolanowy (łac. musculus popliteus) – w anatomii człowieka krótki, spłaszczony, trójkątny mięsień szkieletowy, należący do warstwy głębokiej tylnej grupy mięśni goleni. Położony jest na tylnej stronie kolana pod mięśniem brzuchatym łydki i mięśniem podeszwowym. Rozpoczyna się wąskim ścięgnem przyczepiającym się w bruździe podkolanowej między nadkłykciem bocznym kości udowej i chrząstką stawową a poza tym na ścianie tylnej torebki stawu kolanowego. Włókna kierują się rozbieżnie przyśrodkowo i ku dołowi oraz kończą się na powierzchni tylnej kości piszczelowej powyżej kresy mięśnia płaszczkowatego.
Unerwiony jest przez nerw piszczelowy, a unaczyniony przez bezpośrednie gałęzie od tętnicy podkolanowej.
Funkcją mięśnia podkolanowego jest inicjowanie zgięcia stawu kolanowego, odblokowując go. Zgina goleń i przy zgiętym kolanie obraca ją do wewnątrz, dodatkowo napina torebkę stawową i chroni ją przed wpukleniem się do stawu.